# ريتشارد كولتر جونيور
ريتشارد كولتر جونيور (بالإنجليزية: Richard Coulter, Jr.) هو لاعب كرة قدم أمريكية أمريكي، ولد في 3 أكتوبر 1870 في غرينسبورج في الولايات المتحدة، وتوفي في 26 سبتمبر 1955.